# Lupinus herreranus
Lupinus herreranus är en ärtväxtart som beskrevs av Charles Piper Smith. Lupinus herreranus ingår i släktet lupiner, och familjen ärtväxter. Inga underarter finns listade i Catalogue of Life.